# 蜻蜓铅笔
蜻蜓文具公司是日本一家于1913年创立的涉及综合文具类与化妆品类的百年老牌文具制造公司，公司总部位在日本东京，并拥有417名员工（截止至2019年5月）。

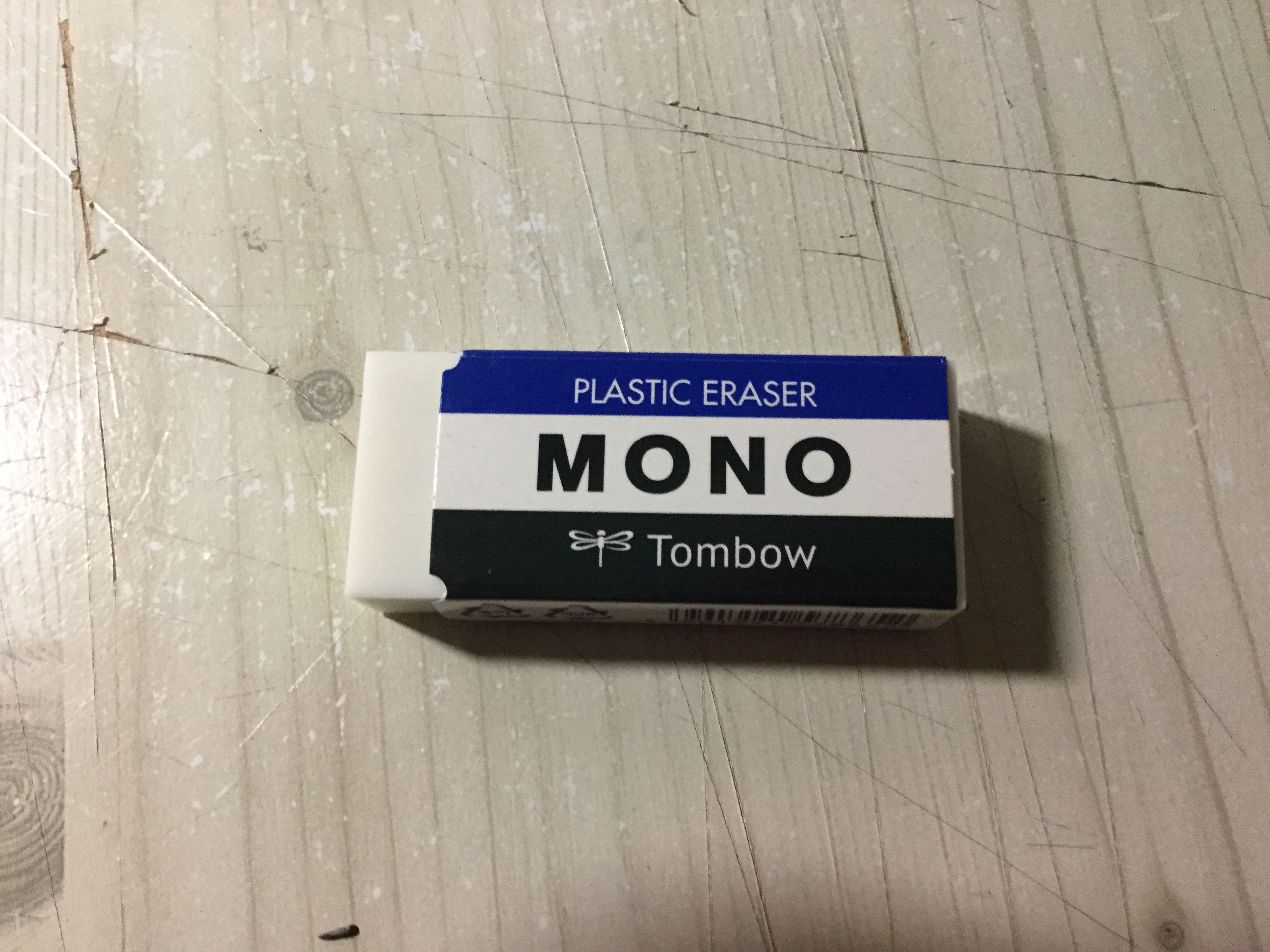
MONO 擦膠

## 海外分公司[1]
1. 中国大陆分公司：蜻蜓文具商贸(大连)有限公司
2. 德国分公司：Tombow Pen & Pencil GmbH （页面存档备份，存于）
3. 美国分公司：American Tombow, Inc. （页面存档备份，存于）
4. 印度尼西亚分公司：Tombow Pencil Co.,Ltd. Jakarta Rep. Office, Indonesia

## 生产基地[1]
共设有五个生产基地：
爱知县：生産開発センター（愛知県）
越南：Tombow Manufacturing Asia Co., Ltd.
越南：Tombow Vietnam Ltd.
越南：Tombow Stationery Vietnam Co.,Ltd.
泰国：Tombow(Thailand)Co.,Ltd.